# 蒙泰索
蒙泰索（法語：Montessaux，法語發音：[mɔ̃tɛso]）是法国上索恩省的一个市镇，属于吕尔区。

## 地理
蒙泰索（47°44'27"N, 6°33'58"E）面积3.05 平方千米，位于法国勃艮第-弗朗什-孔泰大區上索恩省，该省份为法国东部内陆省份，北起顺时针与孚日省、贝尔福地区省、杜省、汝拉省、科多尔省和上马恩省接壤。
与蒙泰索接壤的市镇（或旧市镇、城区）包括：圣巴泰勒米、梅利塞、拉讷韦勒莱吕尔。

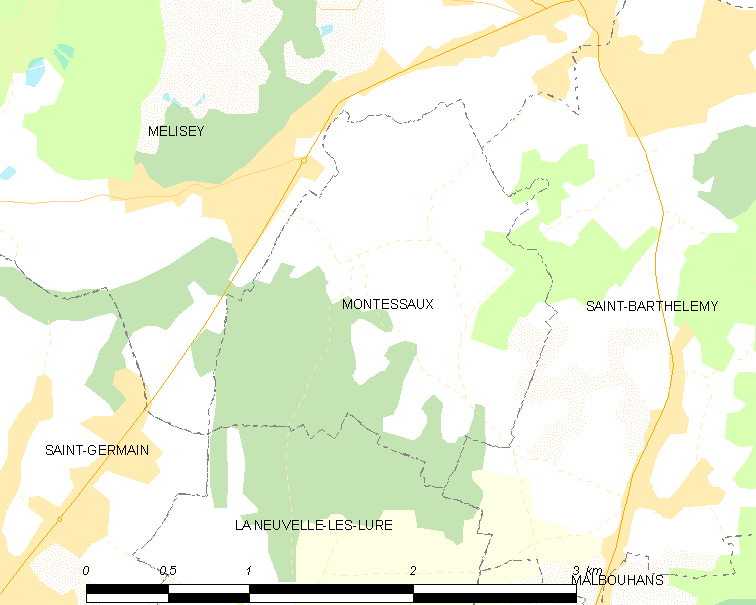
蒙泰索的OSM定位图

蒙泰索的时区为UTC+01:00、UTC+02:00（夏令时）。

## 行政
蒙泰索的邮政编码为70270，INSEE市镇编码为70361。

## 政治
蒙泰索所属的省级选区为梅利塞县。

## 人口

1962-2008年间蒙泰索人口变化图示

蒙泰索于2022年1月1日时的人口数量为170人。